# Ravine Irene
Die Ravine Irene (auch: Ravine Irena) ist ein Fluss an der Südküste von Dominica im Parish Saint Patrick.

## Geographie
Die Ravine Irene entspringt an einem Südausläufer von Foundland. Nach steilem Lauf tritt der Bach bei Stowe Estate ins Tiefland ein und verläuft stetig nach Süden, wo er bei Dubuc in den Atlantik mündet.
Die nächsten benachbarten Flüsse sind im Westen die Ravine Moulin und Ravine S'Amandes im Osten.